# Unterweitersdorf
Unterweitersdorf est une commune autrichienne du district de Freistadt en Haute-Autriche.